# Peter MacKay
Peter Gordon MacKay (ur. 27 września 1965 w New Glasgow, Nowa Szkocja), polityk kanadyjski, lider Postępowo-Konserwatywnej Partii Kanady. W latach 2007–2015 kolejno minister spraw zagranicznych, obrony i sprawiedliwości.  W maju 2015 ogłosił, że odejdzie od polityki i nie będzie kandydował w wyborach roku 2015.
Jest synem Elmera MacKaya, ministra w rządzie Briana Mulroneya. Studiował na Acadia University w Wolfville, dyplom prawnika uzyskał na Dalhousie University w Halifax w 1991. Do 1993 pracował w kilku prywatnych firmach prawniczych, następnie został prokuratorem w regionie centralnym Nowej Szkocji.
W 1997 został po raz pierwszy wybrany do parlamentu. Był w gronie kilku młodych polityków Partii Progresywno-Konserwatywnej, zasiadających w parlamencie po raz pierwszy, których uważano za potencjalnych przyszłych liderów partii, obok Johna Herrona, Scotta Brisona i André Bachanda. MacKay został wybrany do parlamentu ponownie w 2000. W marcu 2003 zastąpił Joe Clarka na czele Partii Postępowo-Konserwatywnej. W październiku t.r. przeprowadził połączenie partii z Kanadyjskim Sojuszem Reformatorsko-Konserwatywnym, co zaowocowało powstaniem Konserwatywnej Partii Kanady. W styczniu 2004 MacKay zdecydował się nie ubiegać o stanowisko lidera nowej partii, otrzymał natomiast stanowisko zastępcy lidera, Stephena Harpera.
W czerwcu 2004 został ponownie wybrany do parlamentu. We wrześniu 2005 był wymieniany jako kandydat do następstwa po Johnie Hammie, który zapowiedział rezygnację ze stanowiska premiera Nowej Szkocji. Wiązałoby się to z walką o pozycję lidera działającej jedynie lokalnie Postępowo-Konserwatywnej Partii Nowej Szkocji i ostatecznie MacKay zrezygnował z kandydowania. Po wyborach parlamentarnych w styczniu 2006 został powołany na stanowisko ministra spraw zagranicznych i ministra ds. rozwoju gospodarczego Kanady Atlantyckiej w rządzie Stephena Harpera.
Przez wiele lat jego narzeczoną była Lisa Michelle Merrithew, czołowa kanadyjska specjalistka public relations, córka byłego ministra Geralda Merrithewa. Później był związany z deputowaną Belindą Stronach. W 2012 r. poślubił irańsko-kanadyjską działaczkę praw człowieka, byłą Miss World Americas, Nazanin Afshin-Jam. Mają syna.
W młodości był rugbystą, grał m.in. z późniejszym kapitanem reprezentacji kraju, Morganem Williamsem. Jeszcze w 2008 roku powrócił na boisko, by wspomóc zespół Nova Scotia Keltics w rozgrywkach Rugby Canada Super League.